# Kleine Telekie
Die Kleine Telekie (Xerolekia speciosissima (L.) Anderb.; Syn.: Telekia speciosissima (L.) Less.), auch Prächtige Telekie genannt, ist eine Pflanzenart aus der Familie der Korbblütler (Asteraceae).

## Merkmale

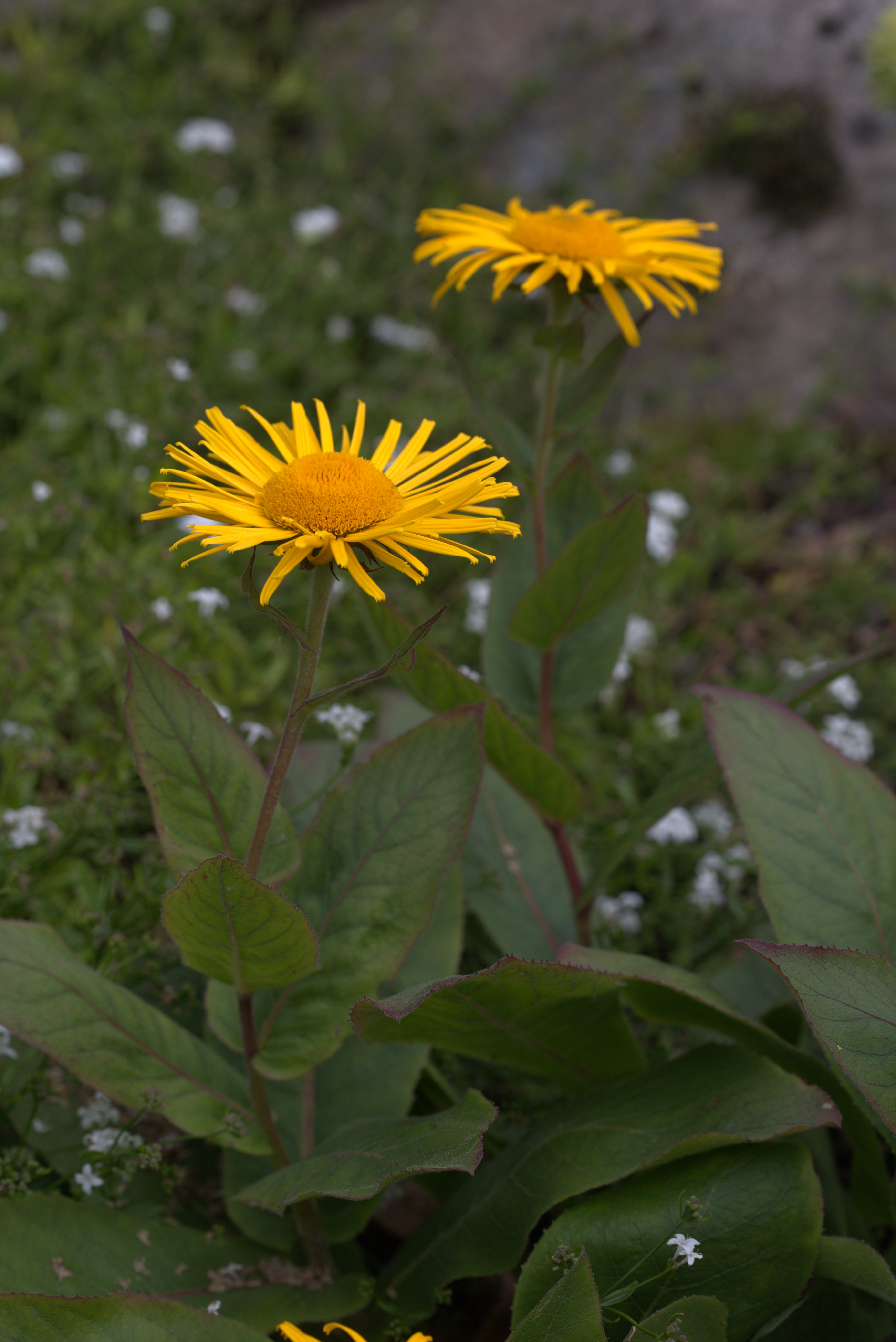
Kleine Telekie (Xerolekia speciosissima)

Die Kleine Telekie ist eine ausdauernde, krautige Pflanze, die Wuchshöhen von (15) 20 bis 45 Zentimeter erreicht. Die Pflanze bildet ein kurzes Rhizom aus. Der Stängel ist unten mehr oder weniger zottig langhaarig, oben meist kürzer behaart. Die oberen Stängelblätter haben einen herzförmigen Grund und sind stängelumfassend. Die unteren Stängelblätter sind elliptisch und verschmälern sich in den Stiel, die mittleren messen 10 bis 15 × 4 bis 7 Zentimeter. Alle sind steif, weisen hervortretende Nerven auf und sind am Rand entfernt scharf gezähnelt. Es wird nur ein Blütenkopf gebildet. Dieser hat einen Durchmesser von 4 bis 6 Zentimeter. Die äußeren Hüllblätter haben eine lange krautige Spitze. Die Blüten sind goldgelb. Der Köpfchenboden ist mit linealischen, gekielten Spreublättern besetzt. Die Achänen sind vielrippig, annähernd zylindrisch, die der Randblüten schwach dreikantig, die der Scheibenblüten undeutlich vierkantig. Der Pappus besteht aus einem etwa 2 Millimeter langen, unregelmäßig zerschlitzten Krönchen manchmal mit längeren Borsten.
Die Blütezeit reicht von Juni bis Juli.

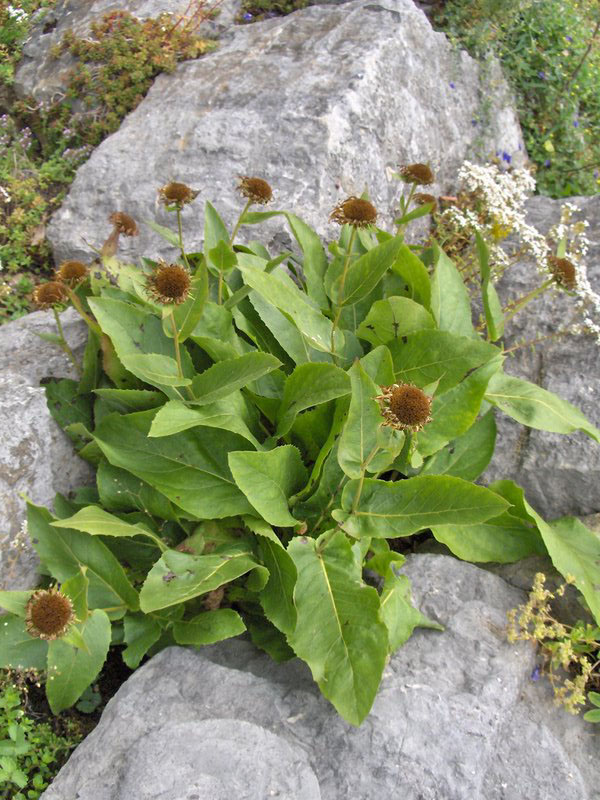
Kleine Telekie (Xerolekia speciosissima) im Abblühen

## Vorkommen
Die Kleine Telekie kommt in Nord-Italien in den Alpen zwischen dem Luganersee und dem Gardasee vor. Hier wächst die Art auf Kalk- und Dolomitfelsen und -halden. Sie kommt besonders oft in der Pflanzengesellschaft des Potentilletum caulescentis vor zusammen mit Vandellis Steinbrech (Saxifraga vandellii), der Insubrischen Glockenblume (Campanula raineri) und der Lombardischen Glockenblume (Campanula elatinoides). Sie kommt auch gern auf Halden vor zusammen mit Trisetum argenteum, Laserpitium nitidum, Laserpitium peucedanoides oder Euphorbia variabilis. Ihre Wuchsorte liegen in Höhenlagen zwischen 190 Metern bis zu 2300 Metern.

## Nutzung
Die Kleine Telekie wird selten als Zierpflanze für Steingärten genutzt. Sie ist seit spätestens 1826 in Kultur. 

## Taxonomie
Die Kleine Telekie wurde durch Carl von Linné in Mantissa plantarum 1, 117, 1767 als Buphthalmum speciosissimum erstbeschrieben. Vor ihm hatte schon Pietro Arduino die Art 1759 aber mit einem nichtbinären Namen beschrieben. Christian Friedrich Lessing, ein Großneffe des berühmten Dichters, stellte die Art als Telekia speciosissima (L.) Less. in die Gattung Telekia. Sie wurde von Arne Anderberg als Xerolekia speciosissima (L.) Anderb. in die Gattung Xerolekia gestellt.

## Belege
- Eckehart J. Jäger, Friedrich Ebel, Peter Hanelt, Gerd K. Müller (Hrsg.): Rothmaler Exkursionsflora von Deutschland. Band 5: Krautige Zier- und Nutzpflanzen. Spektrum Akademischer Verlag, Berlin Heidelberg 2008, ISBN 978-3-8274-0918-8.